# Monoom Aoun
Monoom Aoun est un joueur puis entraîneur de basket-ball tunisien.

## Palmarès
- Championnat de Tunisie (3)
  - Vainqueur : 2004, 2010, 2014
- Coupe de Tunisie (4)
  - Vainqueur : 2003, 2004, 2010, 2014
- Super Coupe de Tunisie (3)
  - Vainqueur : 2003, 2004, 2014